# Премія НАН України імені І. М. Францевича
Премія НАН України імені Івана Микитовича Францевича — премія, встановлена НАН України за видатні наукові роботи в галузі фізичного матеріалознавства.
Премію засновано 1987 року постановою Ради Міністрів УРСР від 21.10.1987 № 342 та постановою Президії АН УРСР від 29.10.1987 № 339 та названо на честь видатного українського ученого-матеріалознавця, організатора науки, засновника першого у світі академічного Інституту металокераміки і спеціальних сплавів, згодом Інститут проблем матеріалознавства, який має його ім'я, академіка АН УРСР Францевича Івана Микитовича.
Починаючи з 2007 року премія імені І. М. Францевича присуджується Відділенням фізико-технічних проблем матеріалознавства НАН України з циклічністю 3 роки.
Перша премія імені І. М. Францевича була присуджена у 1988 році за підсумками конкурсу 1987 року.

## Лауреати премії
| Рік  | Премійовані роботи | Лауреати                              | Коротко про лауреата |
| ---- | --- | ------------------------------------- | --- |
| 1987 | Монографія «Потрійні системи молібдену з вуглецем та перехідними металами IV групи» | Артюх Людмила Василівна               | кандидат хімічних наук, науковий співробітник Інституту проблем матеріалознавства АН УРСР |
| 1987 | Монографія «Потрійні системи молібдену з вуглецем та перехідними металами IV групи» | Великанова Тамара Яківна              | кандидат хімічних наук, науковий співробітник Інституту проблем матеріалознавства АН УРСР |
| 1987 | Монографія «Потрійні системи молібдену з вуглецем та перехідними металами IV групи» | Єременко Валентин Никифорович         | академік АН УРСР, завідувач відділу Інституту проблем матеріалознавства АН УРСР |
| 1988 | Цикл робіт «Фазові перетворення та структуроутворення в матеріалах на основі вуглецю та нітриду бору» | Курдюмов Олександр В'ячеславович      | доктор фізико-математичних наук, науковий співробітник Інституту проблем матеріалознавства АН УРСР |
| 1988 | Цикл робіт «Фазові перетворення та структуроутворення в матеріалах на основі вуглецю та нітриду бору» | Олєйник Галина Сергіївна              | доктор фізико-математичних наук, старший науковий співробітник Інституту проблем матеріалознавства АН УРСР |
| 1988 | Цикл робіт «Фазові перетворення та структуроутворення в матеріалах на основі вуглецю та нітриду бору» | Пилянкевич Олександр Миколайович      | член-кореспондент НАН України, завідувач відділу Інституту проблем матеріалознавства АН УРСР |
| 1989 | Цикл робіт «Розробка зносо- і корозійностійких матеріалів покриття і технологій їх нанесення на деталі авіаційної техніки методом вакуумно-плазмових прискорювачів високих енергій» | Аксьонов Олександр Федотович          | член-кореспондент НАН України, заступник міністра цивільної авіації СРСР |
| 1989 | Цикл робіт «Розробка зносо- і корозійностійких матеріалів покриття і технологій їх нанесення на деталі авіаційної техніки методом вакуумно-плазмових прискорювачів високих енергій» | Макаркін Олександр Миколайович        | |
| 1989 | Цикл робіт «Розробка зносо- і корозійностійких матеріалів покриття і технологій їх нанесення на деталі авіаційної техніки методом вакуумно-плазмових прискорювачів високих енергій» | Назаренко Павло Васильович            | |
| 1990 | Монографія «Хімічні, дифузійні і реологічні процеси в технології порошкових матеріалів» | Скороход Валерій Володимирович        | академік НАН України, заступник директора Інституту проблем матеріалознавства АН УРСР |
| 1990 | Монографія «Хімічні, дифузійні і реологічні процеси в технології порошкових матеріалів» | Солонін Юрій Михайлович               | доктор фізико-математичних наук, завідувач відділу Інституту проблем матеріалознавства АН УРСР |
| 1990 | Монографія «Хімічні, дифузійні і реологічні процеси в технології порошкових матеріалів» | Уварова Ірина Володимирівна           | доктор технічних наук, науковий співробітник Інституту проблем матеріалознавства АН УРСР |
| 1991 | Цикл робіт «Вплив електронноакцепторних мікродомішок розплаву органічних молекулярних речовин на процес кристалізації та властивості монокристалів» | Будаковський Сергій Валентинович      | |
| 1991 | Цикл робіт «Вплив електронноакцепторних мікродомішок розплаву органічних молекулярних речовин на процес кристалізації та властивості монокристалів» | Галунов Микола Захарович              | кандидат фізико-математичних наук, старший науковий співробітник Інституту сцинтиляційних матеріалів АН УРСР |
| 1991 | Цикл робіт «Вплив електронноакцепторних мікродомішок розплаву органічних молекулярних речовин на процес кристалізації та властивості монокристалів» | Крайнов Ігор Павлович                 | заступник директора з наукової роботи НВО «Монокристал-реактив» Інституту монокристалів АН УРСР |
| 1992 | Монографія «Корозія конструкційної кераміки» | Гогоці Юрій Георгійович               | кандидат хімічних наук, науковий співробітник Інституту проблем матеріалознавства НАН України |
| 1992 | Монографія «Корозія конструкційної кераміки» | Лавренко Володимир Олексійович        | доктор хімічних наук, професор, науковий співробітник Інституту проблем матеріалознавства НАН України |
| 1993 | Монографія «Структуроутворення і формування властивостей сталей і сплавів» | Єршов Геннадій Степанович             | доктор технічних наук, завідувач лабораторії металургійних процесів Інституту проблем матеріалознавства НАН України                                                                                             |
| 1993 | Монографія «Структуроутворення і формування властивостей сталей і сплавів» | Позняк Леонід Олександрович           | член-кореспондент НАН України, заступник директора Інституту проблем матеріалознавства НАН України |
| 1994 | Цикл робіт «Нові матеріали та елементи електронної техніки на основі п'єзокераміки титанату-цирконату свинцю» | Биков Ігор Павлович                   | кандидат фізико-математичних наук, науковий співробітник Інституту проблем матеріалознавства НАН України |
| 1994 | Цикл робіт «Нові матеріали та елементи електронної техніки на основі п'єзокераміки титанату-цирконату свинцю» | Глинчук Майя Давидівна                | доктор фізико-математичних наук, професор, завідувач відділу Інституту проблем матеріалознавства НАН України |
| 1994 | Цикл робіт «Нові матеріали та елементи електронної техніки на основі п'єзокераміки титанату-цирконату свинцю» | Якименко Юрій Іванович                | доктор технічних наук, перший проректор Національного технічного університету України «Київський політехнічний інститут імені Ігоря Сікорського»                                                                |
| 1995 | Цикл робіт «Розробка та дослідження нових моно- і мультимолекулярних плівок Ленгмюра-Блоджетт органічних люмінофорів, барвників та полімерів» | Саввін Юрій Миколайович               | кандидат фізико-математичних наук, старший науковий співробітник відділу монокристалів тугоплавких оксидів № 15 Інституту монокристалів НАН України                                                             |
| 1995 | Цикл робіт «Розробка та дослідження нових моно- і мультимолекулярних плівок Ленгмюра-Блоджетт органічних люмінофорів, барвників та полімерів» | Ткачов В. О.                          | |
| 1995 | Цикл робіт «Розробка та дослідження нових моно- і мультимолекулярних плівок Ленгмюра-Блоджетт органічних люмінофорів, барвників та полімерів» | Толмачов Олександр Володимирович      | доктор фізико-математичних наук, заступник директора Інституту монокристалів НАН України |
| 1996 | Цикл робіт «Синтез алмазу» | Богатирьова Галина Павлівна           | науковий співробітник Інститут надтвердих матеріалів ім. В. М. Бакуля НАН України |
| 1996 | Цикл робіт «Синтез алмазу» | Новіков Микола Васильович             | академік НАН України, головний науковий співробітник відділу 11 «Фізико-механічних досліджень та нанотестування матеріалів» Інституту надтвердих матеріалів ім. В. М. Бакуля НАН України                        |
| 1996 | Цикл робіт «Синтез алмазу» | Шульженко Олександр Олександрович     | доктор технічних наук, завідувач відділу Інституту надтвердих матеріалів ім. В. М. Бакуля НАН України |
| 1997 | Цикл робіт «Закономірності формування структури та властивостей матеріалів на основі боридів рідкісноземельних елементів» | Падерно Юрій Борисович                | кандидат технічних наук, старший науковий співробітник, завідувач лабораторії угоплавких сполук рідкісноземельних металів Інституту проблем матеріалознавства НАН України                                       |
| 1998 | Цикл робіт «Фізико-хімічні основи синтезу кубічного нітриду бору» | Петруша Ігор Андрійович               | Кандидат технічних наук, старший науковий співробітник відділу 01 «Синтезу та спікання надтвердих матеріалів при екстремальних р, Т — параметрах») Інституту надтвердих матеріалів ім. В. М. Бакуля НАН України |
| 1998 | Цикл робіт «Фізико-хімічні основи синтезу кубічного нітриду бору» | Соложенко Володимир Леонідович        | доктор хімічних наук |
| 1998 | Цикл робіт «Фізико-хімічні основи синтезу кубічного нітриду бору» | Туркевич Володимир Зіновійович        | доктор хімічних наук, науковий співробітник Інституту надтвердих матеріалів ім. В. М. Бакуля НАН України |
| 2000 | Цикл праць «Синтез та дослідження нерівноважного твердого розчину SiC-C і матеріалів на його основі» | Гнесін Георгій Гдалевич               | член-кореспондент НАН України, завідувач відділу Інституту проблем матеріалознавства ім. І. М. Францевича НАН України                                                                                           |
| 2000 | Цикл праць «Синтез та дослідження нерівноважного твердого розчину SiC-C і матеріалів на його основі» | Гадзиря Микола Пилипович              | кандидат фізико-математичних наук, старший науковий співробітник Інституту проблем матеріалознавства ім. І. М. Францевича НАН України                                                                           |
| 2000 | Цикл праць «Синтез та дослідження нерівноважного твердого розчину SiC-C і матеріалів на його основі» | Михайлик Олександр Олександрович      | кандидат фізико-математичних наук, старший науковий співробітник Інституту проблем матеріалознавства ім. І. М. Францевича НАН України                                                                           |
| 2002 | Цикл робіт «Дослідження взаємодії з металами безкисневих іонних сполук (галогенідів), відкриття аномального ефекту інертності, незмочування та корозійної стійкості цих речовин у контакті з особливо хімічно агресивними розплавами та розробка вогнетривів для ізотермічної плавки, гомогенізації та лиття сплавів, що містять Ті, Zr, Hf, V, Nb» | Красовський Віталій Петрович          | кандидат хімічних наук, старший науковий співробітник відділу № 12 Контактних явищ та паяння неметалевих матеріалів Інституту проблем матеріалознавства ім. І. М. Францевича Національної академії наук України |
| 2002 | Цикл робіт «Дослідження взаємодії з металами безкисневих іонних сполук (галогенідів), відкриття аномального ефекту інертності, незмочування та корозійної стійкості цих речовин у контакті з особливо хімічно агресивними розплавами та розробка вогнетривів для ізотермічної плавки, гомогенізації та лиття сплавів, що містять Ті, Zr, Hf, V, Nb» | Найдіч Юрій Володимирович             | академік НАН України, завідувач відділу Інституту проблем матеріалознавства ім. І. М. Францевича Національної академії наук України                                                                             |
| 2004 | Монографія «Материаловедение дисперсных и пористых металлов и сплавов» | Косторнов Анатолій Григорович         | академік НАН України, завідувач відділу Інституту проблем матеріалознавства ім. І. М. Францевича Національної академії наук України                                                                             |
| 2006 | Цикл праць «Електронна структура нестехіометричних, аморфних, нанорозмірних фаз та фаз високого тиску — основа створення нового покоління неметалічних матеріалів із прогнозованими властивостями» | Зауличний Ярослав Васильович          | доктор фізико-математичних наук, провідний науковий співробітник Інституту проблем матеріалознавства ім. І. М. Францевича Національної академії наук України                                                    |
| 2006 | Цикл праць «Електронна структура нестехіометричних, аморфних, нанорозмірних фаз та фаз високого тиску — основа створення нового покоління неметалічних матеріалів із прогнозованими властивостями» | Іващенко Володимир Іванович           | доктор фізико-математичних наук, науковий співробітник Інституту проблем матеріалознавства ім. І. М. Францевича Національної академії наук України                                                              |
| 2006 | Цикл праць «Електронна структура нестехіометричних, аморфних, нанорозмірних фаз та фаз високого тиску — основа створення нового покоління неметалічних матеріалів із прогнозованими властивостями» | Хижун Олег Юліанович                  | доктор фізико-математичних наук, науковий співробітник Інституту проблем матеріалознавства ім. І. М. Францевича Національної академії наук України                                                              |
| 2008 | Цикл праць «Монокристали типу KDP для мегаджоульних лазерів. Вирощування, властивості» | Пузіков Вячеслав Михайлович           | академік НАН України, директор Інституту монокристалів НАН України |
| 2008 | Цикл праць «Монокристали типу KDP для мегаджоульних лазерів. Вирощування, властивості» | Сало Віталій Іванович                 | кандидат хімічних наук, старший науковий співробітник Інституту монокристалів НАН України |
| 2008 | Цикл праць «Монокристали типу KDP для мегаджоульних лазерів. Вирощування, властивості» | Притула Ігор Михайлович               | кандидат фізико-математичних наук, вчений секретар Інституту монокристалів НАН Україн |
| 2011 | Цикл праць «Нові методи модифікування конструкційних, зокрема порошкових матеріалів із застосуванням високих тисків та інтенсивних зсувних деформацій» | Бейгельзімер Яков Юхимович            | доктор технічних наук, головний науковий співробітник Донецького фізико-технічного інституту імені О. О. Галкіна НАН України                                                                                    |
| 2011 | Цикл праць «Нові методи модифікування конструкційних, зокрема порошкових матеріалів із застосуванням високих тисків та інтенсивних зсувних деформацій» | Варюхін Віктор Миколайович            | член-кореспондент НАН України, директор Донецького фізико-технічного інституту імені О. О. Галкіна НАН України                                                                                                  |
| 2011 | Цикл праць «Нові методи модифікування конструкційних, зокрема порошкових матеріалів із застосуванням високих тисків та інтенсивних зсувних деформацій» | Штерн Михайло Борисович               | доктор технічних наук, завідувач відділу Інституту проблем матеріалознавства імені І. М. Францевича НАН України                                                                                                 |
| 2014 | за цикл праць «Фізичні основи фотоелектроніки металічних кристалів» | Ткаченко Володимир Григорович         | доктор фізико-математичних наук, старший науковий співробітник відділу № 59 фізичного матеріалознавства легких сплавів Інституту проблем матеріалознавства імені І. М. Францевича НАН України                   |
| 2014 | за цикл праць «Фізичні основи фотоелектроніки металічних кристалів» | Кондрашев Олександр Іванович          | кандидат технічних наук, старший науковий співробітник відділу № 59 фізичного матеріалознавства легких сплавів Інституту проблем матеріалознавства імені І. М. Францевича НАН України                           |
| 2014 | за цикл праць «Фізичні основи фотоелектроніки металічних кристалів» | Максимчук Ігор Миколайович            | кандидат технічних наук, старший науковий співробітник відділу № 59 фізичного матеріалознавства легких сплавів Інституту проблем матеріалознавства імені І. М. Францевича НАН України                           |
| 2017 | за монографію у 2-х томах Т. 1. Специальные технологии и материалы порошковой металлургии. Т. 2. Порошковая металлургия на рубеже веков: новые аспекты, понятия и определения | Бичков Сергій Андрійович              | доктор технічних наук, головний інженер Державного підприємства «Антонов» |
| 2017 | за монографію у 2-х томах Т. 1. Специальные технологии и материалы порошковой металлургии. Т. 2. Порошковая металлургия на рубеже веков: новые аспекты, понятия и определения | Лавренко Іван Григорович              | головний металург Державного підприємства «Антонов» |
| 2017 | за монографію у 2-х томах Т. 1. Специальные технологии и материалы порошковой металлургии. Т. 2. Порошковая металлургия на рубеже веков: новые аспекты, понятия и определения | Нечипоренко Ольга Юріївна             | кандидат технічних наук, головний металургу Державного підприємства «Антонов» |
| 2020 | за цикл праць «Прогресивні методи іскро-плазмового спікання наноструктурної кераміки і нанокомпозитів» | Бородянська Ганна Юліївна             | доктор технічних наук, завідувач лабораторії Інституту проблем матеріалознавства ім. І. М. Францевича НАН України                                                                                               |
| 2020 | за цикл праць «Прогресивні методи іскро-плазмового спікання наноструктурної кераміки і нанокомпозитів» | Згалат-Лозинський Остап Броніславович | доктор технічних наук, завідувач відділу Інституту проблем матеріалознавства ім. І. М. Францевича НАН України;                                                                                                  |
| 2020 | за цикл праць «Прогресивні методи іскро-плазмового спікання наноструктурної кераміки і нанокомпозитів» | Рагуля Андрій Володимирович           | член-кореспондент НАН України, заступник директора Інституту проблем матеріалознавства ім. І. М. Францевича НАН України                                                                                         |